# Сріблястий дзвіночок
«Сріблястий дзвіночок» — радянський анімаційний фільм, створений на студії «Саратовтелефільм» в 1986 році для дітей. Знятий за мотивами однойменної казки С. Мурєєвої.

## Сюжет
Граючи на лузі, хлопчик ненавмисно зламав  останній  в світі  сріблястий дзвіночок. За це фея карає хлопчика зменшенням зросту.Опинившись в казковій країні, він потрапляє в царство Суховія і рятує скриньку з насінням цієї ніжної квітки.В якості винагороди фея повертає хлопчикові його справжній зріст і радить висадити на лузі насіння,щоб знову тут розквітли сріблясті дзіночки.

## У ролях
- Володимир Захаров — хлопчик

## Озвучування
- А. Стрижко
- С. Бандурко
- М. Дизова
- В. Дегтярьов
- Ц. Мошкович
- Тетяна Новикова
- В. Воробйова
- М. Троїцький

## Знімальна група
- Режисер — Юрій Заболотнєв
- Сценарист — Л. Сабурова
- Оператор — Юрій Заболотнєв
- Композитор — Гаррі Азатов
- Художник — Олена Боголюбова